# Strada nazionale 81 (Argentina)
La strada nazionale 81 (Ruta Nacional 81 in spagnolo) è una strada statale argentina che attraversa la provincia di Formosa e termina nell'est della provincia di Salta. Origina dalla strada nazionale 11 nei pressi di Formosa e finisce il suo percorso lungo quasi 700 km nell'intersezione con la strada nazionale 34 in località El Cruce, tra i villaggi di Embarcación e General Ballivián.

## Storia
La strada iniziò ad essere asfaltata a partire dal 1968, fino ad allora l'unico mezzo di trasporto per raggiungere l'ovest della provincia di Formosa e l'est della provincia di Salta era la ferrovia Belgrano. Nonostante la riconosciuta importanza strategica della strada come asse per i commerci tra il Paraguay, l'Argentina, la Bolivia ed il Cile, i lavori di asfaltatura nei decenni successivi progredirono molto lentamente. Nel 2004, anno in cui ripresero i lavori, risultavano ancora in terra battuta oltre 400 km sui 680 totali.
Il 13 marzo 2008 fu inaugurato alla presenza della presidente argentina Cristina Fernández l'ultimo tratto della strada nazionale 81 che ancora non era stato asfaltato.